# لايتولي

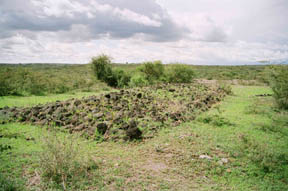

لايتولي هو موقع في تنزانيا يعود تاريخه للعصر البليو-بليستوسين ويشتهر بآثار الأقدام الشبه بشرية المحفوظة في الرماد البركاني.
يقع موقع آثار لايتولي (الموقع جي) على بعد 45 كم جنوب مضيق أولدوفاي. اكتشفت عالمة الآثار ميري ليكي وفريقها الموقع والمسارات في عام 1976، وبدأ الفريق في التنقيب فيه عام 1978. واستناداً إلى تحليل انطباعات الآثار، قدّم الموقع دليلًا مقنعًا على نظرية ثنائية القدمين عند أشباه البشر في العصر البليوسيني، وحصل الدليل على تقدير كبير من قبل العلماء والجمهور.
كانت آثار أقدام لايتولي أقدم دليل معروف على ثنائية القدمين عند أشباه البشر منذ 3.7 مليون سنة مضت. عُثر في وقتٍ لاحق على حفريات أرديبيثكوس راميدوس الأقدم مع ميزات توحي على ثنائية القدمين.
اكتشف العديد من الحفريات في موقع لايتولي بما في ذلك بقايا الهيكل العظمي لأشباه البشر والحيوانات. أظهر تحليل الآثار والهيكل العظمي دليلًا واضحًا على أن ثنائية القدمين قد سبقت العقول المتضخمة لدى البشر.

## خلفية

### تاريخ البحث
عُرف موقع لايتولي لأول مرة من قبل العلم الغربي في عام 1935 عن طريق رجل يدعى سانيمو، والذي أقنع عالم الآثار لويس ليكي بكشف المنطقة. جُمعت العديد من مستحاثات الثدييات التي تملك أنياب سفلية يسرى حُددت في الأصل على أنها من الرئيسيات غير البشرية.
درس عالم الآثار الألماني لودفيج كول لارسن الموقع على نطاق واسع في عامي 1938 و 1939. وُجد العديد من بقايا أشباه البشر بما في ذلك الضواحك والأضراس والقواطع. كشفت عملية تنقيب لاحقة في عام 1959 عن عدم وجود أشباه بشر جدد، ولم يُستكشف موقع ليتولي نسبيًا حتى عام 1974.
```
عادت ميري ليكي بسرعة واكتشفت بقايا أشباه البشر المحفوظين جيدًا. في عام 1978، أعطى اكتشاف ليكي التابع لعام 1976 لمسارات أشباه البشري (موقع آثار لايتولي) دليلاً مقنعاً على نظرية ثنائية القدمين في أشباه البشر في عصر البليوسين، واكتسب تقديراً كبيراً من قبل العلماء والعلمانيين على حد سواء.
```

## العمر وتقنيات تحديده
لقد استُخدمت تقنيات تحديد العمر للوصول إلى العمر التقريبي للطبقات الجيولوجية التي تشكل الطبقات الأرضية في لاتولي: تقنية تأريخ البوتاسيوم والأرجون وتقنية تحليل طبقات الصخور. سُميت الطبقات بناءًا على هذه الطرق بدءًا من الأعمق كالتالي: طبقات لايتولي السفلى، وطبقات لايتولي العليا، وطبقات ندولوليا السفلى، وطبقات ندولوليا العليا، وطبقات أوجول لافاس، وطبقات نايباداد، وطبقات نالبوبا؛ فهذه هي طبقات لايتولي القديمة التي تحتوي على مسار الآثار. يرجع تاريخ القطعة العليا لطبقات لايتولي إلى 3.6 إلى 3.8 مليون عام. تتميز الطبقات بطياتها الكبيرة ويبلغ سمكها الأقصى 130 مترًا. لم يُعثر على حيوانات الثدييات في القطعة السفلية لطبقات لايتولي، ولا يمكن تعيين أي تاريخ لهذه الطبقة.

## الاكتشافات

### الآثار البشرية في موقع جي
إن الاكتشاف الرئيسي الذي أنجزته ميري ليكي وفريقها في عام 1976، هو خط طوله 25 قدمًا (24 مترًا) من آثار أقدام الحفرية الشبه بشرية، وهو محفوظ في الرماد البركاني المسحوق الذي كان يُعتقد في الأصل أنه نتج عن الانفجار من بركان ساديمان.
اكتُشفت آثار أقدام الحفرية بطريقة غريبة من قبل أندرو هيل من جامعة ييل عند زيارة ميري ليكي له في عام 1976. أثناء السير عائداً إلى المخيم في إحدى الليالي، سقط هيل في محاولة لتجنب كرة كبيرة من روث الفيل ألقاها عليه زميله. وجد هيل آثار أقدام تعود للظباء ووحيد القرن في الرماد البركاني، ومن بينها آثار أقدام أشباه البشر. أُنتجت طبعات شبه بشرية بواسطة ثلاثة أفراد يسير أحدهم على أقدام الآخر مما يجعل من الصعب استرداد الآثار السابقة.
تظهر آثار الأقدام أن أشباه البشر كانوا يسسرون عادةً منتصبين لعدم وجود انطباعات مفصلية. لا تحتوي القدمان على إصبع كبيرة مثل القرود؛ بل لديهم قوس (ثني أخمص القدم) نموذجي للبشر المعاصرين.
تشير المحاكاة الحاسوبية المستندة إلى معلومات من الهياكل العظمية الحفرية وتباعد آثار الأقدام إلى أن أشباه البشر كانوا يسيرون بسرعة 1.0 م/ث أو أعلى، وهو ما يطابق سرعات المشي البشرية. دعمت نتائج الدراسات الأخرى أيضًا نظرية المشية المشابهة للمشية البشرية.

### آثار أقدام الهومينين من موقع أس
اكتُشفت آثار أقدام في نفس عمر آثار الأقدام السابقة في عام 2015 ، وأُبلغ عنها في موقع يبعد حوالي 150 متر جنوب الموقع جي. يسمى هذا الموقع بالموقع أس، وتعود الآثار للأفراد أس 1 و أس 2. يتمثّل أس 2 بأثر واحد فقط في الوقت الذي ترك فيه أس 1 مجموعة من الآثار. تظهر أول 4 منها في الصورة المركبة إلى جانب تحليل لأطوال الخطوة والمشية. أشار تحليل آخر إلى أن الفرد أس 1 كان أكبر بكثير من أي من الأفراد الثلاثة من الموقع جي.

### آثار أقدام أخرى
تُظهر طبعات أخرى وجود عشرين نوعًا مختلفًا من الحيوانات بالإضافة إلى أوسترالوبيثيكوس أفارينسيس، ومن بينها الضباع والقطط البرية، والبابون، والخنازير البرية، والزرافات، والغزلان، ووحيد القرن، وعدة أنواع من الظباء، وهيباريون، والجاموس، والأرانب البرية والطيور.